# Slave to the Rhythm (canción de Michael Jackson)
"Slave to the Rhythm" es una canción del artista estadounidense Michael Jackson. La canción es la 5.ª pista del segundo álbum póstumo de Jackson Xscape. A pesar de no ser lanzada como sencillo, la canción apareció en varios gráficos de música notables debido a las descargas digitales y al streaming. Sony Mobile utilizó un fragmento de "Slave to the Rhythm" en su campaña publicitaria para el teléfono móvil Xperia Z2. Fue interpretada en directo en los Billboard Music Awards de 2014 con un "Fantasma de Pepper" de Michael Jackson. Debido al streaming de la actuación del "holograma" en los Billboard, la canción debutó en el puesto 45 en el Billboard Hot 100, dándole a Jackson una entrada póstuma 50.ª en Billboard Hot 100.

## Antecedentes y filtración
La canción fue escrita y grabada en 1991, con L.A. Reid y Babyface durante sesiones para el álbum Dangerous, pero no hizo el corte final. En 2010, una versión de la canción remezclada por Tricky Stewart fue filtrada. Este remix sigue siendo inédito oficialmente, pero un fragmento fue interpretado en The Ellen DeGeneres Show en las semanas antes de la lanzamiento de Xscape. En 2013, otra versión de la canción se filtró (producida por Max Methods), con la voz de Jackson en un dueto con el artista canadiense Justin Bieber. En respuesta a la crítica sobre este remix, el Patrimonio de Michael Jackson no había autorizado la publicación de esta grabación y ha hecho intentos para eliminar la canción de tantos sitios y canales de YouTube como sea posible.

## Lanzamiento
En febrero del 2014, Sony y el Patrimonio de Michael Jackson anunciaron una asociación con Sony Mobile que vio el lanzamiento de un anuncio que incorpora una nueva versión de "Slave to the Rhythm", la cual había sido confirmada con una de las pistas de álbum. La Versión Re-compuesta está producida por Timbaland y J-Roc.  El anuncio comercial era para el teléfono móvil Xperia Z2 de Sony Mobile. Ambos Xperia Z2 y M2 disponen de "Slave to the Rhythm" mientras que los usuarios pueden descargar el resto del álbum. La versión original se encuentra en la edición de lujo del álbum Xscape.

## Actuación en vivo
El 18 de mayo del 2014, una ilusión de un Fantasma de Pepper (incorrectamente referido como un holograma) de Michael Jackson actuó "Slave to the Rhythm", para los Billboard Music Awards de 2014. La selección de la canción "Slave to the Rhythm" para la actuación fue hecha a finales del 2013. La canción es ligeramente diferente ya que acá Jackson grita y en la versión original no.
Los hermanos Talauega, Rich y Tone, fueron justo después del Día de Año Nuevo, y comenzaron a hacer los movimientos de baile de Jackson y de los otros bailarines en la filmación. La Participación de los hermanos con Jackson remonta a los MTV Video Music Awards de 1995; también eran bailarines de apoyo para el HIStory World Tour en 1997. Jamie King fue contratado para dirigir el video, que fue producido por Pulse Evolution y Tricycle Logic.
Un día después de la cobertura, la actuación en directo de "Slave to the Rhythm" fue subido en el Canal de YouTube VEVO de Michael Jackson. Entre los seguidores de Jackson, la recepción de la interpretación ha sido mixta; algunos seguidores creen que un imitador fue utilizado. Además que los fanes detectaron que algunos pasos clásicos de Jackson fueron mal realizados o también exagerados en los pasos combinados, además de que la cara de Jackson no convenció a muchos debido al poco parecido.

## Gráficos
| Gráfico (2014)                                    | Posición máxima |
| ------------------------------------------------- | --------------- |
| Canadá (Canadian Hot 100)                         | 91              |
| Francia (SNEP)                                    | 134             |
| Países Bajos (Mega Single Top 100)                | 48              |
| Canciones Internacionales de Corea del Sur (Gaon) | 4               |
| Estados Unidos (Billboard Hot 100)                | 45              |
| Estados Unidos (Hot R&B/Hip-Hop Songs)            | 12              |
| Reino Unido (UK Singles Chart)                    | 98              |